# Give My Love to London
Give My Love to London è un album in studio della cantante britannica Marianne Faithfull, pubblicato nel 2014.

## Tracce
1. Give My Love to London (Marianne Faithfull, Steve Earle) – 3:56
2. Sparrows Will Sing (Roger Waters) – 3:51
3. True Lies (Dimitri Tikovoï, Ed Harcourt, Faithfull) – 2:29
4. Love More or Less (Faithfull, Tom McRae) – 3:27
5. Late Victorian Holocaust (Nick Cave) – 4:27
6. The Price of Love (Don Everly, Phil Everly) – 2:16
7. Falling Back (Faithfull, Anna Calvi) – 3:49
8. Deep Water (Cave, Faithfull) – 3:08
9. Mother Wolf (Faithfull, Patrick Leonard) – 4:07
10. Going Home (Leonard Cohen, Leonard) – 4:23
11. I Get Along Without You Very Well (Except Sometimes) (Hoagy Carmichael) – 3:45